# Michael Freund (Fahrsportler)
Michael Freund (* 16. September 1954) ist ein deutscher Fahrer und Trainer, der sich auf Vierspänner spezialisiert hat. Er war von 2000 bis 2015 Richter für die Fédération Équestre Internationale (FEI).
Er ist international erfolgreich und wurde 1992 zum ersten Mal Weltmeister in der Mannschaft zusammen mit 
Christoph Sandmann und  Hansjörg Hammann. Diesen Erfolg konnte er bei den Weltreiterspielen 1994 in Den Haag mit der gleichen Mannschaft nicht nur wiederholen, er wurde außerdem Einzel-Weltmeister.
Er gewann in drei aufeinanderfolgenden Saisons (2001/2002, 2002/2003 und 2003/2004) den Weltcup im Vierspännerfahren.
2004 wurde er Einzel-Weltmeister und bei den Weltreiterspielen 2006 wurde er erneut Weltmeister mit der Equipe.
Michael Freund 	wurde 2004 von der Deutschen Reiterlichen Vereinigung (FN) der Titel Fahrmeister verliehen. 
2013 gewann er die kombinierte Prüfung (CAI-A 2) in Altenfelden, Österreich.

## Auszeichnungen
Michael Freund wurde 2008 mit dem Silbernen Lorbeerblatt ausgezeichnet.